# Alfa Centrum Gdańsk

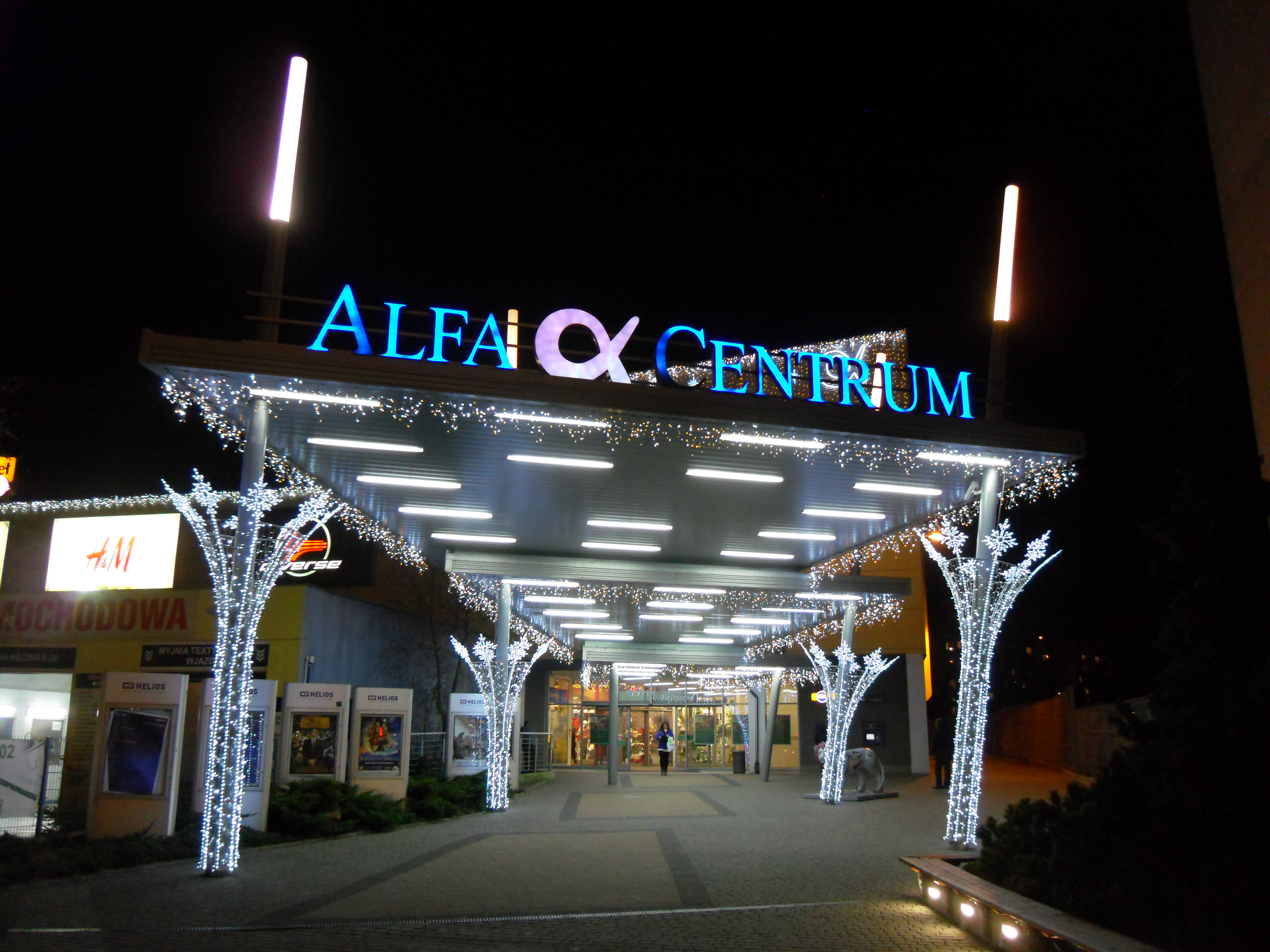
Wejście główne

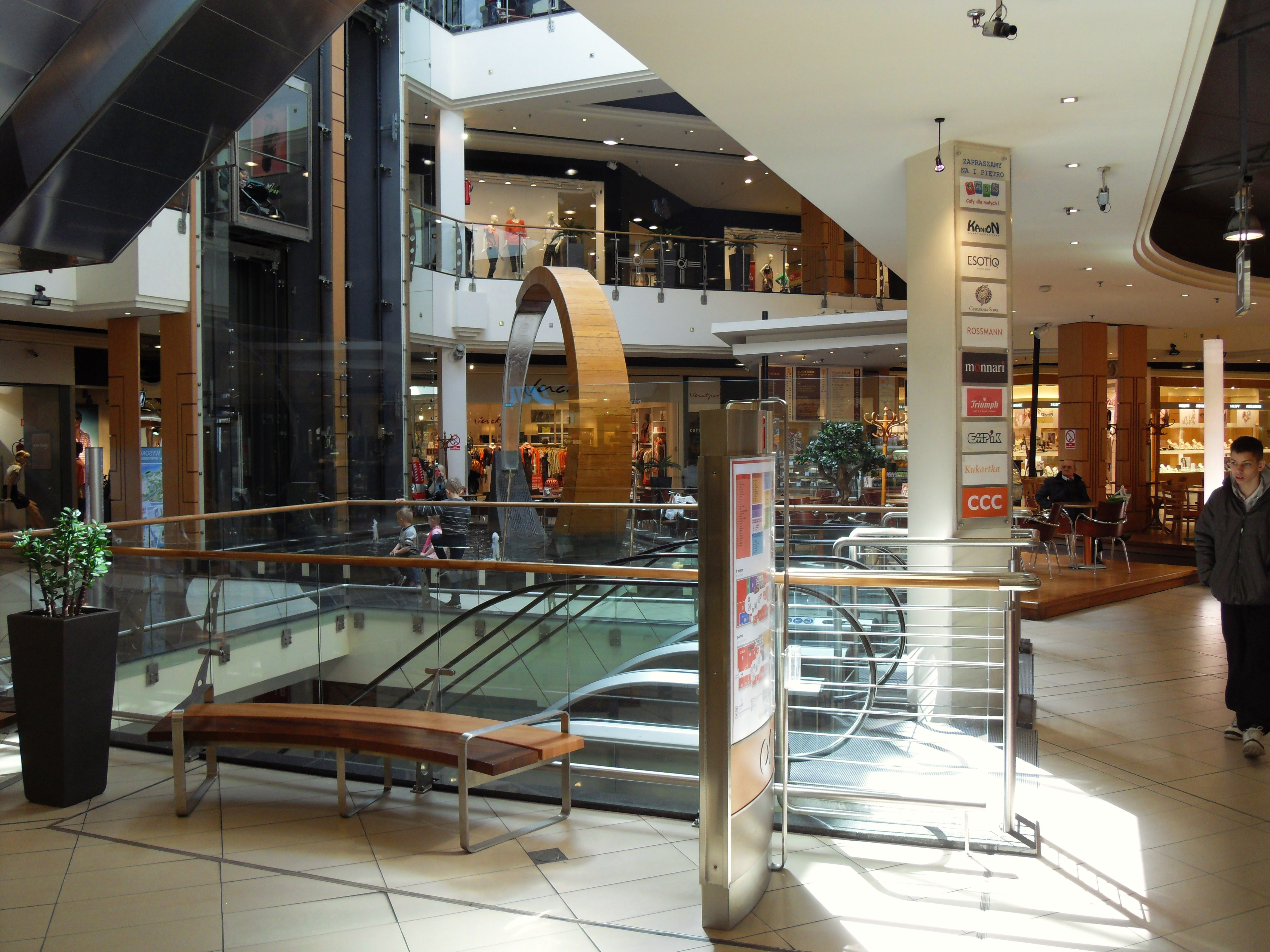
Wnętrze

Alfa Centrum – galeria handlowa w Gdańsku Przymorzu, przy ul. Kołobrzeskiej 41C. Otwarta została 16 października 2002. Właściciel obiektu rozważa budowę w jego miejscu 54-metrowego budynku mieszkalnego. 

## Dane techniczne[5]
- Inwestor: Grupa JWK
- Otwarcie obiektu: 16 października 2002
- Powierzchnia użytkowa: 20 000 m²

## Położenie
Alfa Centrum położone jest pomiędzy następującymi ulicami:
- od strony południowo-wschodniej – ul. Kołobrzeska
- od strony południowo-zachodniej – ul. Krynicka
- od strony północno-wschodniej – ul. Chłopska.

## Budynek
Galeria posiada łącznie 5 kondygnacji, w tym 2 podziemne, przeznaczone na parking podziemny o pojemności 560 miejsc. Główne wejście mieści się od strony ul. Kołobrzeskiej, istnieje też boczne wejście od strony ul. Krynickiej.

## Handel
W Centrum Alfa znajduje się łącznie ponad 80 sklepów i punktów usługowych, a także restauracja, kawiarnie, ścianka wspinaczkowa oraz ośmiosalowe kino Helios.